# Phliantidae
Phliantidae (лат.) — семейство ракообразных из отряда бокоплавов (Hyaloidea, ранее в Talitroidea, Gammarida).

## Описание
Тело латерально сжатое или дорсовентрально уплощенное. Глаза хорошо развиты, круглые. Кальцеоли антенны 1-2 отсутствуют. Антенна 1 длиннее антенны 2; педункулярный членик 1 длиннее членика 2; членик 2 равен или длиннее членика 3; членик 3 короче членика 1; вспомогательный жгутик отсутствует. Коксальные жабры [не известны]; стернальные жабры отсутствуют; стернальные пузыри отсутствуют. Гнатопод 1 простой или субчешуйчатый; различается у самцов и самок (половой диморфизм); меньше (или слабее), чем гнатопод 2 или сходен с ним по размеру. Гнатопод 2 простой или субчешуйчатый; различается у самцов и самок (половой диморфизм); карпус не выдается по заднему краю проподуса, выступает между мерусом и проподусом. Переоподы 3-4 не имеют полового диморфизма. Переопод 4 с хорошо развитой задневентральной лопастью. Переопод 5 по длине равен переоподу 6; кокса с крупной передневентральной лопастью. Переопод 7 равен по длине переоподу 5 или длиннее его. Плеониты 1-3 без дорсальных килей. Уросомиты 1-3 свободные или 1-2 сросшиеся, 3 свободные или 1-3 поверхностно сросшиеся. Уросомит 2 без дорсальных волосков. Уропод 3 не имеет полового диморфизма; унирамус или рами отсутствуют. Тельсон цельный; дорсальные или латеральные крупные волоски отсутствуют; апикальные крупные волоски отсутствуют.
Представители семейства Phliantidae необычны среди отряда Amphipoda, поскольку имеют дорсо-вентрально уплощенное тело с выраженным спинным килем, а не сплющенное с боков. Из-за этого, а также других факторов, включая квадратную форму рострума, они напоминают изопод.

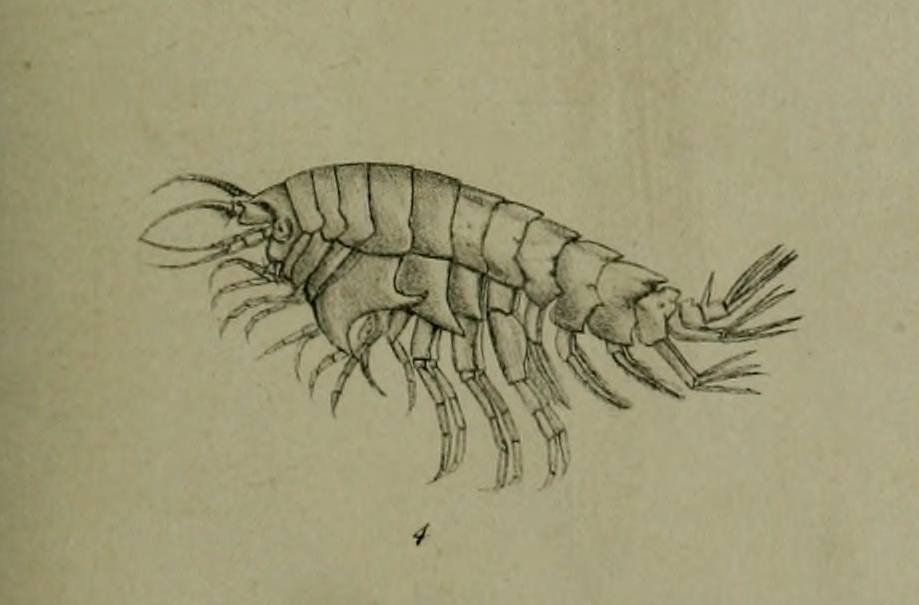
Pereionotus testudo
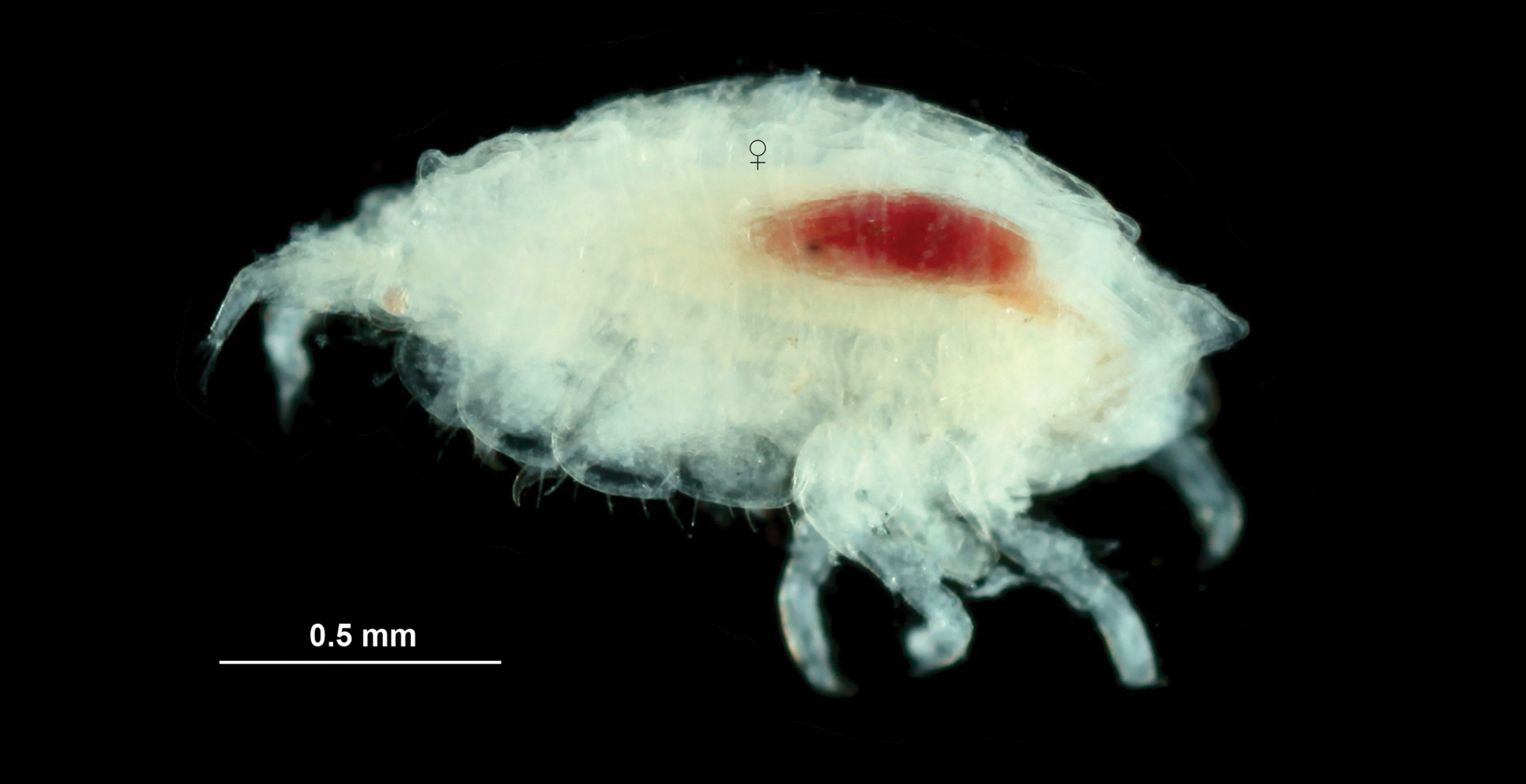
Pereionotus tinggiensis

## Распространение
Встречаются в обоих полушариях. Большинство видов обитает в Южном полушарии, где они живут на водорослях в приливно-отливной зоне.

## Классификация
Включает 7 родов и около 30 видов. Семейство было впервые выделено в 1899 году английским зоологом Thomas Roscoe Rede Stebbing (1835—1926). Включено в состав Hyaloidea. До 2019 года семейство включалось в Talitroidea.
Первоначально группа включала роды, которые позднее были выделены в отдельные семейства, например Plioplateidae (Plioplateia Barnard, 1916), Prophliantidae (Prophliantinae в Dexaminidae), Temnophliantidae (Temnophlias).
- Gabophlias J.L. Barnard, 1972[9][13]
- Iphinotus Stebbing, 1899[1][14]
  - Iphigeneia Thomson, 1882
- Iphiplateia Stebbing, 1899[1][15]
- Pariphinotus Kunkel, 1910[16]
  - = Heterophlias Shoemaker, 1933
- Pereionotus Bate & Westwood, 1862[17][18]
  - = Icridium Grube, 1864
  - = Palinnotus Stebbing, 1900
- Phlias Guérin-Méneville, 1836[19]
- Quasimodia J.L. Barnard, 1969[20]